# Franciszek Władysław Czarnecki
Franciszek Władysław Czarnecki herbu Prus III (zm. po 1802 roku) – ostatni chorąży wielki litewski od 1791 roku, wylegitymowany w Galicji w 1783 roku.
W 1791 roku odznaczony Orderem Orła Białego, w 1789 został kawalerem Orderu Świętego Stanisława.